# Breakbeat
Breakbeat (también denominado breakbeats o breaks) es un término utilizado para describir varios subgéneros de música electrónica, generalmente caracterizados por el uso de patrones rítmicos diferentes del 4/4 (en contraposición con el ritmo constante del house). Estos ritmos suelen ser sincopados y polirrítmicos.

## Historia

### Origen: el break en el primer hip hop
En los años 1970, el hip hop comenzó a adquirir su forma definitiva gracias al uso que los DJs hacían de los breaks. El break es el tramo de una canción de funk o jazz donde la música "rompe" («break» en inglés) para dejar que la sección rítmica toque sin acompañamiento. El DJ utilizaba el break como base rítmica para las canciones de hip hop, permitiendo que los MCs rapearan sobre ella. DJs como Kool DJ Herc reproducían el mismo disco en dos tocadiscos, haciendo que el break seleccionado sonara de modo repetido alternando entre los dos vinilos (dejando que uno sonara mientras que hacía volver al punto de inicio del break el segundo). Grandmaster Flash perfeccionó esta técnica marcando con un crayón las posiciones de los inicios de los breaks y poniendo las manos sobre los vinilos. De esta forma, conseguía repetir los breaks sin notarse el cambio y sin tocar los brazos de los tocadiscos. Este estilo fue copiado y mejorado por otros DJs pioneros de hip hop en los 70, como Afrika Bambaataa y Grand Wizard Theodore. El estilo se hizo extremadamente popular en los clubs y salas de baile, porque el breakbeat (palabra traducida literalmente como «ritmo del break») era el perfecto complemento para que los breakdancers mostraran sus habilidades. 
El Amen break, un redoble de batería o break tomado de la canción "Amen, Brother» del grupo de soul The Winstons está ampliamente considerado como el break más utilizado de la historia. Este break fue utilizado por primera vez por el grupo Mantronix en su tema «King of the Beats», y desde entonces ha sido usado en miles de canciones. Otros breaks populares son el «Funky Drummer» de James Brown, y el «Think (About It) de Lyn Collins.

### Nacimiento del breakbeat como estilo
En los primeros años 1990, los músicos y productores de acid house comenzaron a introducir breaks en sus producciones. Nace así el breakbeat hardcore, también conocido como rave music. Posteriormente, la escena hardcore se dividió en dos subgéneros, el jungle por un lado, y el happy hardcore por otro.
Hacia 1992 nació un nuevo estilo, denominado «jungalistic harcore» caracterizado por sus patrones de batería cambiantes, que inducían al baile y no al estado de trance que solía predominar en las raves donde el ritmo se basaba en patrones de 4/4. Desde entonces, multitud de géneros de música electrónica de baile se han estructurado sobre estructuras que no utilizan el four-on-the-floor típico del house o techno, sino que se basan en el uso de breaks. Entre esos subgéneros de breakbeat posterior se encuentran estilos como big beat y nu skool breaks.

### En España: Breakbeat español
En España desde mediados de la década de los 90 y principios de los 2000, el breakbeat se ha convertido en un movimiento social masivo, sobre todo en la parte sur del país, Andalucía.
Gran responsable de la propagación del «ritmo roto» en Andalucía, fue la emisora de radio pública de la comunidad autónoma: Canal Sur Radio y Canal Fiesta conocida en ese momento como «Fórmula 1», donde se retransmitía el programa «Mundo Evassion» dirigido y presentado por Daniel Moreno. Artistas a destacar:
Jordi Slate, Anuschka, Man, Wally, Dj Nitro, Kultur, Franxis’90,...

## Breakbeats sampleados
Con la llegada del sampling digital y la edición musical por ordenador, la creación de breakbeats se ha vuelto mucho más sencilla. Ahora, en vez de cortar y manipular secciones de una grabación, o de rebobinar constantemente dos discos al mismo tiempo, existen programas de ordenador utilizados para cortar, pegar y crear loops con breaks infinitamente. Además, se pueden añadir efectos digitales a los ritmos, como filtros, reverbs, reverse, time stretching y pitch shifting.

## Problemas legales
Con el aumento de la popularidad de la música breakbeat y el advenimiento de los samplers digitales, algunas empresas comenzaron a vender "paquetes de breakbeats» con el objetivo declarado de ayudar a los artistas a crear breakbeats. Un CD con un kit de breakbeat contendría muestras tomadas de diferentes artistas y canciones, muchas veces sin el permiso de los autores de las piezas originales o sin siquiera su conocimiento. Un ejemplo de esto es el caso del Amen break, por cuyo uso el grupo The Winstons no ha recibido royalties.

## Broken beat
Breakbeat (o funky breakbeat) puede también referirse a la música que practican algunos grupos cuando tocan funk y soul, con un énfasis especial en los elementos que se hicieron populares en el hip hop y en el breakbeat posterior. Este sonido se caracteriza por sus tempos lentos (80-110 bpms) y ritmos orgánicos. 